# Obóz O’Donnell
Obóz O’Donnell (ang. Camp O’Donnell) – baza wojskowa znajdująca się na Filipinach, w pobliżu miasta Capas w prowincji Tarlac na wyspie Luzon. W okresie II wojny światowej mieścił się tam jeden z największych obozów jenieckich, które Cesarska Armia Japońska urządziła dla wziętych do niewoli żołnierzy alianckich.
Przed wybuchem wojny O’Donnell pełnił funkcję poligonu i bazy szkoleniowej dla filipińskich sił zbrojnych. Po zdobyciu Luzonu przez Japończyków osadzono w nim około 54–56 tys. jeńców wojennych, w tym 9270 Amerykanów oraz 45–47 tys. Filipińczyków. W zdecydowanej większości byli to żołnierze, którzy zostali wzięci do niewoli na półwyspie Bataan i przetrwali późniejszy „marsz śmierci”. W O’Donnell panowały fatalne warunki bytowe, szerzyły się głód i choroby – w tym przede wszystkim malaria i dyzenteria. Obóz jeniecki został zlikwidowany w styczniu 1943 roku. Szacuje się, że przez cały okres jego funkcjonowania zmarło około 1,5 tys. jeńców amerykańskich i ponad 26 tys. jeńców filipińskich.
Po wojnie obóz O’Donnell nadal pełnił funkcję bazy wojskowej, wykorzystywanej początkowo przez US Air Force, a później przez filipińskie siły zbrojne. Ofiary japońskiego obozu jenieckiego upamiętnia otwarta w 1991 roku Capas National Shrine.

## Okres przedwojenny
Przed wybuchem wojny na Pacyfiku, w okresie gdy Filipiny pozostawały autonomicznym terytorium zależnym USA, obóz O’Donnell pełnił funkcję bazy szkoleniowej dla filipińskich sił zbrojnych (utworzonych w 1935 roku). Został wzniesiony na terytorium prowincji Tarlac na wyspie Luzon, leżał w odległości około 11 kilometrów od miasteczka Capas. Początkowo znajdował się tam jedynie poligon wojskowy, dopiero w 1941 roku zaczęto wznosić pierwsze budynki. Budowy obozu nie zdołano jednak ukończyć przed rozpoczęciem japońskiej inwazji.
Obóz wzniesiono na terenie pokrytym łąkami i ryżowymi polami. Jego powierzchnia wynosiła około 617 akrów (ok. 249 hektarów) . Żołnierze kwaterowali w barakach wykonanych z bambusa wiązanego rattanem. Budynki te były pozbawione ścian i podłóg; w niektórych wypadkach rolę tych ostatnich pełniły wykładziny. Dachy – podtrzymywane na bambusowych palach – były pokryte blachą falistą lub liśćmi nipy krzewinkowej. Do spania służyły żołnierzom prymitywne prycze z bambusa i rattanu .

## Japoński obóz jeniecki

### Geneza
Po wybuchu wojny na Pacyfiku Filipiny stały się jednym z pierwszych celów japońskiej ofensywy. Po południu 8 grudnia 1941 roku, dziewięć godzin po nalocie na Pearl Harbor, ofiarą zaskakującego ataku padło Clark Field – główna amerykańska baza lotnicza na archipelagu. 22 grudnia japońskie siły inwazyjne wylądowały w Zatoce Lingayen w zachodniej części Luzonu. Dwa dni później Japończycy wysadzili desant w Zatoce Lamon w południowo-wschodniej części wyspy. 2 stycznia w ich ręce wpadła niebroniona Manila.
Główne siły amerykańsko-filipińskie wycofały się na półwysep Bataan. Początkowo obrońcy skutecznie odpierali japońskie ataki. Wobec nieprzyjacielskiego panowania na morzu i w powietrzu los garnizonu był jednak przesądzony. 3 kwietnia 1942 roku, po kilkumiesięcznym oblężeniu, Japończycy przystąpili do decydującego natarcia. Sześć dni później obrońcy Bataanu byli zmuszeni skapitulować. W japońskiej niewoli znalazło się od 76 tys. do 78 tys. żołnierzy, w tym od 9 tys. do 15 tys. Amerykanów oraz od 60 tys. do 70 tys. Filipińczyków .
6 maja skapitulował ostatni amerykański bastion na Filipinach – ufortyfikowana wyspa Corregidor. Do japońskiej niewoli trafiło 11 tys. obrońców, w tym 9 tys. Amerykanów i 2 tys. Filipińczyków.
Łącznie w trakcie kampanii filipińskiej do japońskiej niewoli trafiło około 22 tys. amerykańskich żołnierzy i marynarzy .

### „Marsz śmierci” z Bataan
Pod koniec marca 1942 roku, a więc na kilka tygodni przed kapitulacją Bataanu, grupa oficerów ze sztabu japońskiej 14. Armii odbyła naradę, podczas której omówiono kwestię postępowania z jeńcami wojennymi. Postanowiono, że po upadku Bataanu zostaną oni pieszo doprowadzeni do miasteczka San Fernando w prowincji Pampanga, położonego w odległości około 106 kilometrów od wierzchołka półwyspu. Stamtąd mieli zostać przetransportowani koleją do odległego o około 40 kilometrów Capas. Docelowo jeńcy mieli zostać osadzeni w Camp O’Donnell.
Japończycy spodziewali się, że Bataan zostanie zdobyty nie wcześniej niż pod koniec kwietnia, a liczbę jego obrońców szacowali na 25–50 tys. Szybka kapitulacja garnizonu, znaczna liczba jeńców, a także ich zły stan fizyczny były dla zwycięzców kompletnym zaskoczeniem. Piesza ewakuacja do San Fernando, którą rozpoczęto 10 kwietnia, zmieniła się w „marsz śmierci”. Maszerującym w tropikalnym upale jeńcom wydawano minimalne ilości wody i pożywienia. W trakcie marszu nie pozwalano zatrzymać się w celu zaczerpnięcia wody z przydrożnych studni czy nawet by załatwić potrzeby naturalne. Filipińscy cywile, którzy usiłowali podać jeńcom wodę lub żywność, byli brutalnie odpędzani, a nawet zabijani. Podczas postojów żołnierzy stłaczano w budynkach pozbawionych jakichkolwiek urządzeń sanitarnych lub gromadzono pod gołym niebem, na niewielkich przestrzeniach naprędce otoczonych drutem kolczastym, bez żadnej ochrony przed promieniami słońca. W trakcie marszu japońscy żołnierze nieustannie maltretowali jeńców. Ci, którzy nie byli w stanie iść dalej lub choć na chwilę odłączyli się od kolumny, byli zabijani przez konwojentów.
13 kwietnia pierwsze kolumny dotarły do San Fernando. Stamtąd dalszy transport odbywał się koleją. Do wagonów kolejki wąskotorowej, zdolnych pomieścić najwyżej 40 osób, Japończycy wpędzali nawet do 100 jeńców. W czasie kilkugodzinnej podróży wielu jeńców zmarło na skutek odwodnienia i braku powietrza. Ci, którzy dotarli do Capas, musieli jeszcze pokonać kilkunastokilometrową trasę do obozu O’Donnell. W zależności od źródeł szacuje się, że podczas „bataańskiego marszu śmierci” zmarło, w tym zostało zamordowanych, od 500 do 1000 Amerykanów oraz od 5 tys. do 10 tys. Filipińczyków.

### Utworzenie obozu jenieckiego
Pierwsza grupa jeńców, licząca około 200 żołnierzy, dotarła do Camp O’Donnell 11 kwietnia. Przemówienie do nowo przybyłych wygłosił komendant obozu kpt. Yoshio Tsuneyoshi. Oświadczył, że nie uznaje ich za pełnoprawnych jeńców wojennych (Horyo), lecz za pozbawionych praw i honoru więźniów (Toraware-no-mi), którzy zawdzięczają życie jedynie miłosierdziu japońskiej armii i nie powinni oczekiwać dobrego traktowania. Zagroził, iż każdy jeniec, który okaże nieposłuszeństwo lub złamie obozowy regulamin, zostanie rozstrzelany. Z kolei w przypadku ucieczek dziewięciu jeńców miało zostać straconych za każdego uciekiniera. Komendant zapowiedział jednocześnie, że jeńcy pozostaną na zawsze „wrogami Japonii”, a Cesarstwo odniesie zwycięstwo, „choćby miało to zająć 100 lat”.
Przemówienia o podobnej treści Tsuneyoshi wygłaszał później do każdej nowo przybyłej grupy. Tego typu apele trwały niekiedy do dwóch godzin. W tym czasie jeńcy musieli stać na baczność, bez żadnej osłony przed promieniami tropikalnego słońca. Pewnego razu wygłodniali jeńcy musieli także poczekać, aż komendant na ich oczach skończy swoje śniadanie, po którym dopiero rozpoczął zwyczajowe przemówienie .
Tsuneyoshi wyznaczył do pełnienia funkcji „zwierzchnika jeńców” gen. Edwarda P. Kinga – uprzednio dowódcę garnizonu Bataanu. Był on odtąd odpowiedzialny m.in. za utrzymanie dyscypliny i bieżące zarządzanie obozem. Generał powitał pierwszą grupę jeńców następującymi słowami:

Pamiętajcie, że to nie wy się poddaliście – ja to zrobiłem. Ja ogłosiłem waszą kapitulację, wy nie skapitulowaliście. Jestem jedynym odpowiedzialnym, za to co się stało, stąd pozwólcie mi nieść to brzemię. Jedyne, o co was proszę, to abyście wykonywali rozkazy Japończyków, by nie prowokować wroga w jeszcze większym stopniu.

Fakt, iż King udał się do niewoli, dzieląc los swych podkomendnych, był powodem, dla którego cieszył się wśród jeńców powszechnym mirem.
Ostatnią grupę jeńców doprowadzono do obozu 30 kwietnia 1942 roku, aczkolwiek w późniejszym okresie obóz opuszczały, a następnie powracały doń kontyngenty robocze, które były wysyłane przez Japończyków do różnych prac na terenie Luzonu.

### Topografia
Obóz był podzielony na dwa sektory: amerykański i filipiński. Granicę między nimi wyznaczała droga do Capas, która przecinała obóz na dwie części. Sektor amerykański był mniejszy od filipińskiego i znajdował się w północnej części obozu. Obóz otaczało ogrodzenie z drutu kolczastego, przy którym wzniesiono kilka wież strażniczych .
Komendantura mieściła się w dwupiętrowym budynku z werandą. Dla jeńców przeznaczono prymitywne baraki, wykorzystywane uprzednio przez filipińską armię. Mimo że już od marca 1942 roku było wiadomo, że w O’Donnell zostaną osadzeni jeńcy wojenni, Japończycy nie podjęli tam poważniejszych prac budowlanych lub remontowych. W konsekwencji wiele przedwojennych baraków znajdowało się w złym stanie technicznym. Niektóre były częściowo lub całkowicie pozbawione dachów .
Szpital dla jeńców amerykańskich znajdował się w północno-wschodniej części obozu. Składało się nań pięć chat ustawionych w czworobok. Dwie chaty były całkowicie pozbawione podłóg, wykonano je dopiero w późniejszym okresie, używając w tym celu nieheblowanych desek .
Przed wojną obóz był w stanie pomieścić około 20 tys., a według innych źródeł zaledwie 8 tys. żołnierzy. Po kapitulacji Bataanu znalazło się w nim od 54 tys. do 56 tys. jeńców wojennych, w tym 9270 Amerykanów oraz 45–47 tys. Filipińczyków.

### Traktowanie
Nowo przybyłych jeńców przeszukiwano, czemu towarzyszyła grabież co cenniejszych przedmiotów osobistych. W przypadku znalezienia przedmiotów pochodzenia japońskiego jeńcowi groziła śmierć, gdyż strażnicy uznawali, że przedmioty te musiały zostać odebrane poległym japońskim żołnierzom. Pod tym pretekstem podczas pierwszych dni funkcjonowania obozu zabito około 20 amerykańskich żołnierzy. Z tego samego powodu zabito także pewną liczbę jeńców filipińskich. Tych ostatnich zazwyczaj oznaczano przed egzekucją, malując im na piersi czerwony znak „X”.
Zdarzało się, że pod pretekstem „zapobieżenia próbie ucieczki” japońscy żołnierze strzelali do jeńców, którzy zbytnio zbliżyli się do obozowego ogrodzenia.
Wszystkich jeńców zobowiązano, aby niezależnie od rangi salutowali każdemu japońskiemu strażnikowi. Niedopełnienie tego obowiązku groziło ciężkim pobiciem.
Spośród zdolnych do pracy jeńców formowano kontyngenty robocze, które wykonywały różne prace poza terenem obozu, na przykład przy zbieraniu plonów z okolicznych pól. Praca poza obozem dawała szanse na zdobycie i przemycenie dodatkowych porcji żywności.

### Warunki bytowe
Jeńcy, którzy przeżyli „marsz śmierci” z Bataanu, docierali do obozu w stanie kompletnego wyczerpania. Większość była pozbawiona koców, wielu nie miało nawet butów, a ich mundury zmieniły się w łachmany. Baraki nie były w stanie pomieścić wszystkich jeńców, stąd niektórzy musieli spać pod gołym niebem, czasami w strugach deszczu.
Podstawą wyżywienia był ryż – często zanieczyszczony i zarobaczony. Czasami jeńcom wydawano także racje warzyw, zazwyczaj złożone z batatów i liści wilca wodnego. Dwa razy w miesiącu otrzymywali mięso, przy czym zazwyczaj na pięćdziesięciu jeńców przypadała porcja o wadze zaledwie jednego funta. Całkowita waga dziennej racji żywnościowej nie przekraczała 510 gramów. W pobliskim magazynie jeszcze przed wojną zgromadzono znaczne ilości żywności, w tym 25 tys. worków ryżu. Japończycy nie zgodzili się jednak wydać jeńcom nawet jej drobnej części . Aby ratować się przed śmiercią głodową, jeńcy jedli wszystko, co udało im się znaleźć lub złapać, w tym dziko rosnące rośliny oraz małpy i psy, które wałęsały się w pobliżu obozu. Wkrótce rozwinęły się szmugiel i czarny rynek. Główną rolę w tym procederze odgrywał Ted Lewin, amerykański cywil powiązany z manilskim półświatkiem, którego Japończycy internowali w O’Donnell wkrótce po rozpoczęciu okupacji.
Na terenie obozu funkcjonowała zaledwie jedna studnia artezyjska, z której wodę doprowadzano rurami do obu jenieckich sektorów. Liczba kranów, z których można było ją pobierać, była jednak bardzo mała. W sektorze amerykańskim istniały zaledwie trzy, z których jeden był zarezerwowany wyłącznie na potrzeby szpitala. Co więcej, pod pretekstem konieczności ograniczenia zużycia paliwa, Japończycy zarządzili, że pompy studzienne będą pracować tylko w określonych godzinach. W konsekwencji, aby nabrać wody, jeńcy musieli stać w długich kolejkach – niekiedy przez ponad 20 godzin. Jedna manierka wody dziennie musiała im wystarczyć do ugaszenia pragnienia i utrzymania higieny . Niektórzy zdesperowani jeńcy mimo zakazu wprowadzonego przez oficerów pili wodę z zanieczyszczonego strumienia, którego koryto biegło przez jedną z krawędzi obozu. Aby temu zapobiec, przy strumieniu wystawiono straże.
W obozie szerzyły się choroby, w tym malaria, a obok niej także denga, pelagra, błonica, beri-beri, szkorbut, zapalenie płuc, amblyopia, ślepota zmierzchowa, tropikalne owrzodzenia i inne choroby skóry. Najpoważniejszym problemem była jednak dyzenteria, liczba zachorowań przybrała wkrótce rozmiary epidemii. Sytuację pogarszał brak odpowiednich urządzeń sanitarnych. Świadkowie wspominali, że odór panujący w obozie był tak silny, że wyczuwano go z odległości wielu kilometrów.
Amerykański szpital był w stanie pomieścić 800 pacjentów. Był jednak pozbawiony najniezbędniejszego wyposażenia, nie wyłączając łóżek, koców i prześcieradeł. W czasie intensywnych deszczów jego dach regularnie przeciekał. Zdaniem Michaela i Elizabeth Normanów szpital pełnił funkcję nie tyle placówki medycznej, co „umieralni”. Jeńcy określali go natomiast mianem „Domu grozy” . Nieliczni lekarze i sanitariusze mieli ograniczone możliwości przyjścia chorym z pomocą, przede wszystkim ze względu na brak lekarstw, środków opatrunkowych i urządzeń medycznych. Dla przykładu niedobór chininy był tak dotkliwy, że początkowo lekarze wydawali ją jedynie pacjentom rokującym szanse na przeżycie, a później tylko tym z tego grona, których wybrano w drodze losowania. Z kolei chorym na dyzenterię musiano podawać węgiel drzewny z obozowej kuchni. Najcięższe przypadki kierowano do jeden z pięciu chat, znanej jako Zero Ward. Chorzy musieli tam leżeć na podłogach z nieheblowanych desek, we własnych odchodach, pokryci rojami much, mrówek i innych owadów. Jeszcze bardziej tragiczne warunki panowały w szpitalu dla jeńców filipińskich. Świadkowie wspominali, że japoński tłumacz miał zwyczaj go odwiedzać i rzucać niedopałki papierosów na podłogę, aby później obserwować, jak walczą o nie skrajnie wyczerpani pacjenci .
Amerykańscy lekarze wielokrotnie zwracali się do komendanta Tsuneyoshiego z prośbą o zorganizowanie dostaw lekarstw i środków medycznych, każdorazowo spotykali się jednak z odmową, a nawet z groźbami. Pewnego razu komendant oznajmił im, że nienawidzi wszystkich Amerykanów i interesuje go jedynie obserwowanie procesu ich wymierania . Gdy Filipiński Czerwony Krzyż z własnej inicjatywy przysłał do obozu ciężarówki z rozmaitymi zapasami, Tsuneyoshi odmówił ich rozładunku, a jego tłumacz pobił jednego z pracowników.
W tych okolicznościach śmiertelność przybrała zastraszające rozmiary. 28 kwietnia 1942 roku zmarło 22 Amerykanów, 11 maja odnotowano 32 zgony, a 19 maja – 43 zgony. Najwyższą dzienną liczbę zgonów, tj. pięćdziesiąt, odnotowano 29 maja. W ciągu sześciu tygodni zmarł co szósty amerykański jeniec, który przeżył „marsz śmierci” z Bataan. Zwłoki grzebano na cmentarzu, który zorganizowano poza terenem obozu ścisłego. Początkowo starano się przeprowadzać pochówki z zachowaniem jak największego szacunku dla zmarłych. Pewnego razu w mszy za zmarłych wziął nawet udział szef sztabu japońskiej 14. Armii. Później, wraz ze wzrostem liczby zgonów i pogorszeniem stanu fizycznego jeńców, ofiary grzebano pośpiesznie w zbiorowych mogiłach.
Równie tragiczna była sytuacja jeńców filipińskich, umierało ich od stu do nawet trzystu dziennie. W pewnym momencie morale spadło do tego stopnia, iż filipińscy żołnierze zaczęli odmawiać pracy przy grzebaniu zwłok zmarłych kolegów.

### Epilog

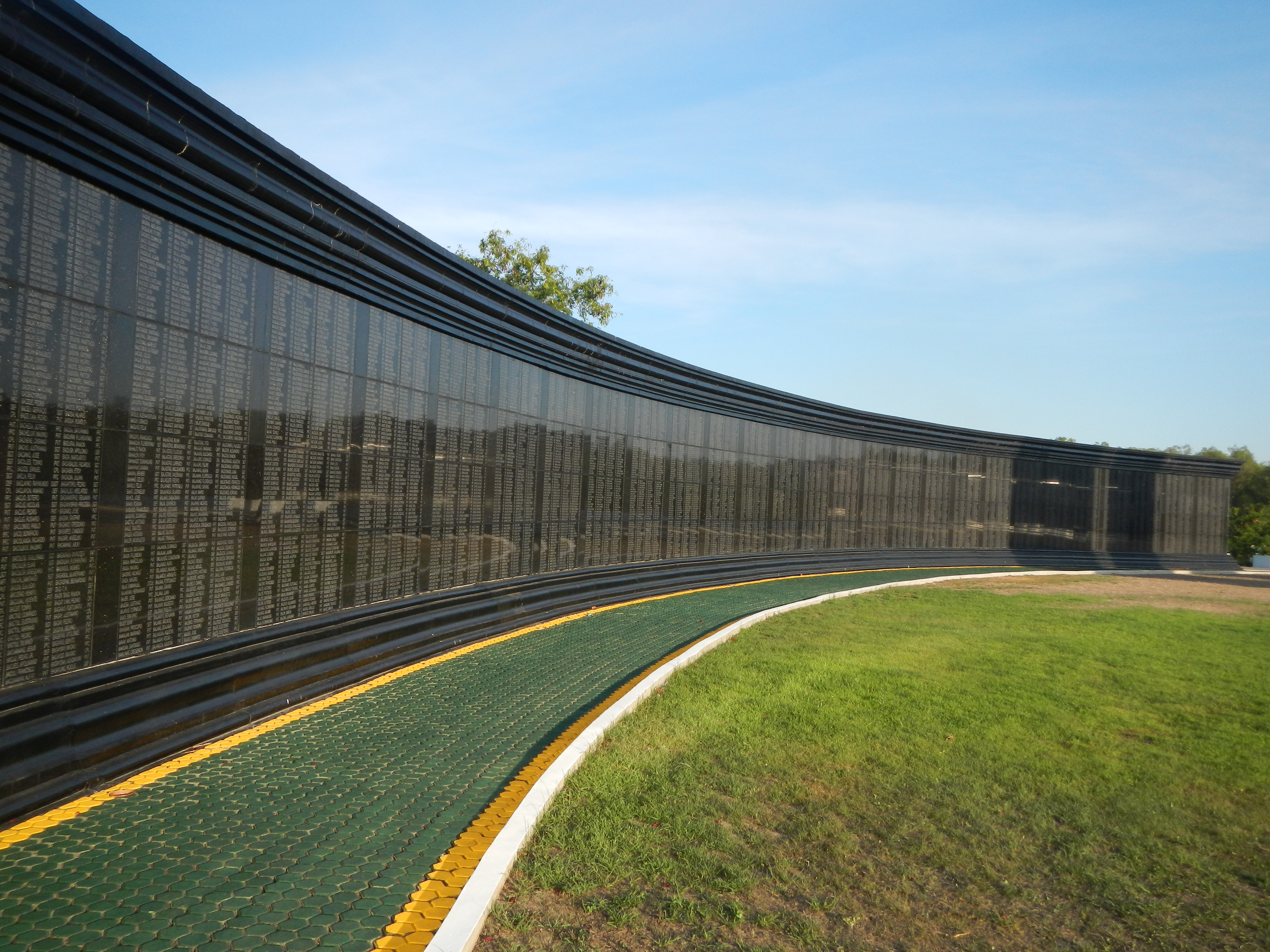
Tablice wyrytymi nazwiskami jeńców. Capas National Shrine

Bardzo szybko Japończycy zaczęli wywozić z O’Donnell kilkusetosobowe kontyngenty jeńców. Byli oni zatrudniani do różnych prac na terenie Luzonu, m.in. przy naprawie lub budowie dróg, mostów i lotnisk. W krótkim czasie obóz opuściło w ten sposób około 3 tys. amerykańskich żołnierzy. Niektórzy zgłosili się na ochotnika, wierząc, że opuszczenie obozu daje największą szansę na ocalenie.
Na początku czerwca 1942 roku amerykańska część obozu została zlikwidowana. Starszych rangą oficerów osadzono w Tarlac, a pozostałych jeńców przeniesiono do obozu jenieckiego w Cabanatuan. W ciągu sześciu miesięcy zmarło tam blisko 2,5 tys. Amerykanów.
Wkrótce rozpoczęto też proces likwidacji sektora filipińskiego. Elizabeth i Michael Normanowie podają, że jeńców filipińskich zwolniono w październiku 1942 roku . Według innych źródeł byli oni stopniowo zwalniani w okresie od września do grudnia tegoż roku. Jeńcy byli zobowiązani udać się do rodzinnych miejscowości, a lokalnych burmistrzów uczyniono osobiście odpowiedzialnymi za ich zachowanie. Zwolnieniu podlegali przy tym jedynie żołnierze zdolni do poruszania się o własnych siłach; ciężko chorzy pozostawali w obozie do czasu wyzdrowienia lub śmierci. Przed opuszczeniem obozu Filipińczycy musieli podpisać zobowiązanie, iż nie będą angażować się w jakiejkolwiek działania antyjapońskiego ruchu oporu.
Ostateczna likwidacja obozu O’Donnell nastąpiła 20 stycznia 1943 roku. Szacuje się, że przez cały okres jego funkcjonowania zmarło w nim około 1,5 tys. Amerykanów i ponad 26 tys. Filipińczyków . Według kpt. Johna Olsona – oficera US Army, którzy przeżył uwięzienie w O’Donnell – liczba ofiar amerykańskich sięgnęła 1547. Z tej liczby niemal dwie trzecie nie ukończyło 26. roku życia .
Olson określił O’Donnell mianem „Andersonville Pacyfiku”, co było nawiązaniem do niesławnego konfederackiego obozu jenieckiego z czasów wojny secesyjnej . Wśród niektórych jeńców obóz był także znany pod nazwą Camp O’Death.

### Odpowiedzialność sprawców
Zbrodnie popełnione podczas „marszu śmierci” z Bataan oraz nieludzkie traktowanie jeńców osadzonych w O’Donnell i Cabanatuan były głównymi punktami oskarżenia przeciwko gen. Masaharu Hommie, który w 1942 roku był głównodowodzącym wojsk japońskich na Filipinach. Wyrokiem amerykańskiego trybunału wojskowego z 11 lutego 1946 roku Homma został skazany na śmierć przez rozstrzelanie. Wyrok wykonano w Manili 3 kwietnia 1946 roku .
Kapitan Yoshio Tsuneyoshi, komendant obozu O’Donnell, został po wojnie skazany na karę dożywotniego pozbawienia wolności.

## Po wojnie

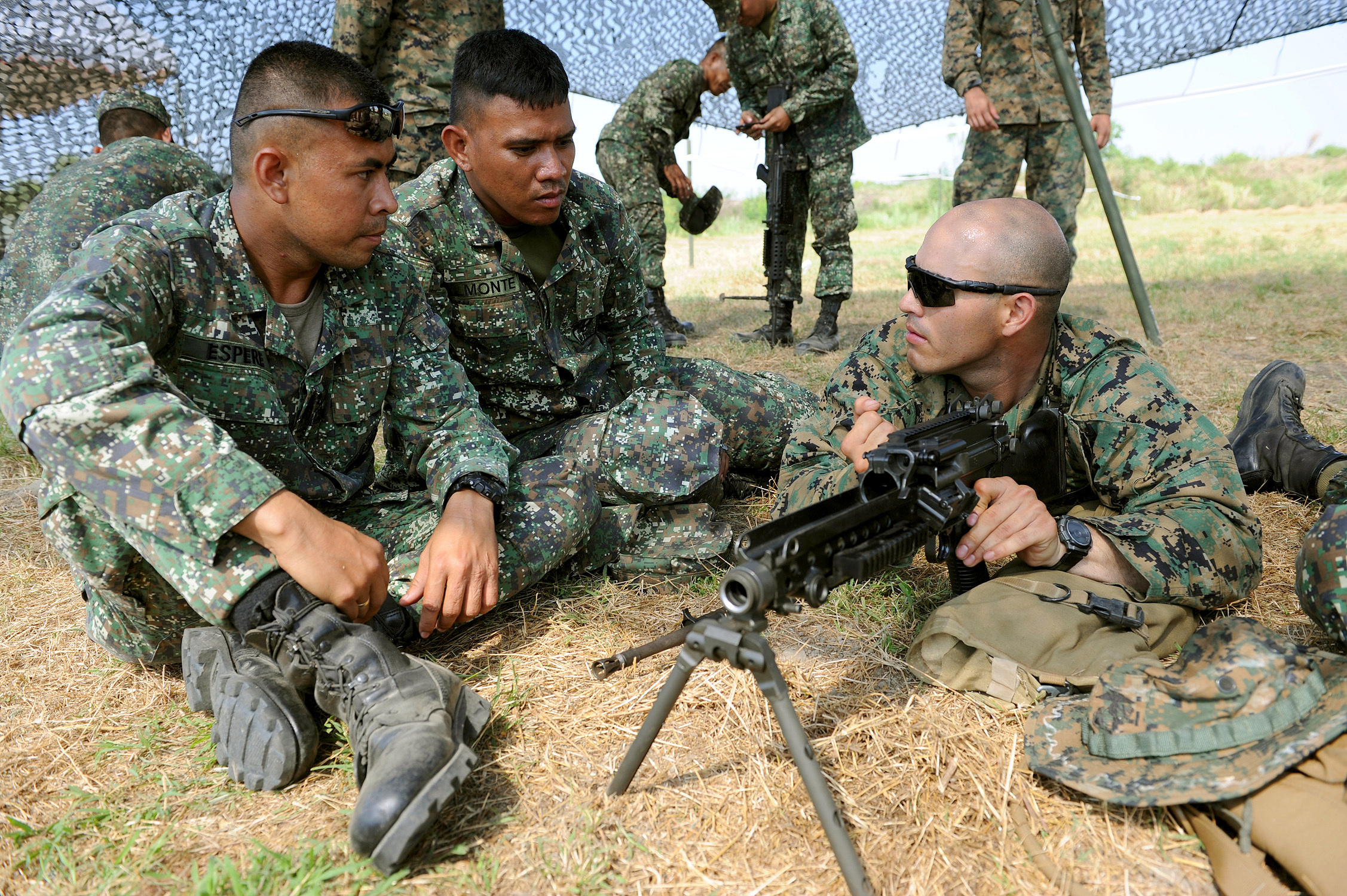
Camp O’Donnell. Amerykańscy i filipińscy żołnierze podczas ćwiczeń „Balikatan” w 2013

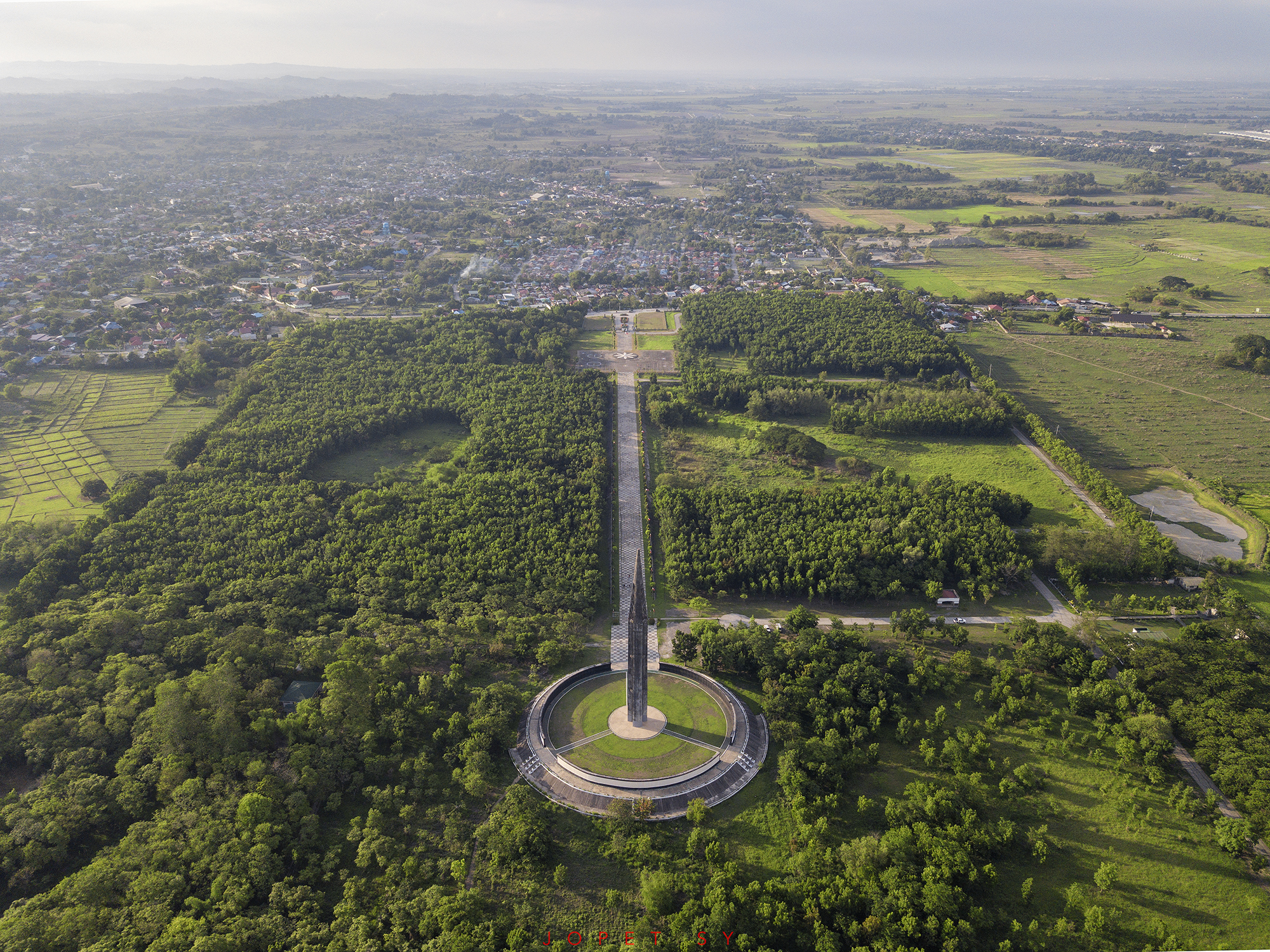
Capas National Shrine – widok z lotu ptaka

Po wyzwoleniu Filipin spod japońskiej okupacji Camp O’Donnell nadal pełnił funkcję bazy wojskowej. Wykorzystywały go United States Air Force w charakterze placówki pomocniczej dla Clark Air Base – swojej głównej bazy na archipelagu . Ponadto według niepotwierdzonych informacji w O’Donnell amerykańscy żołnierze byli szkoleni z taktyki walki w tropikalnej puszczy . Amerykańska baza została zlikwidowana w 1991 roku, a infrastrukturę przekazano rządowi filipińskiemu.
Obecnie Camp O’Donnell jest użytkowany przez filipińskie siły zbrojne. W 2014 roku obejmował obszar o powierzchni 18 tys. hektarów. Sąsiaduje on bezpośrednio z terenami zamieszkanymi przez lud Aetów . Od 1996 roku w O’Donnell stacjonuje Lekka Dywizja Pancerna „Pambato”. Jest także siedzibą filipińskiego Training and Doctrine Command. Na terenie bazy corocznie organizowane są wspólne amerykańsko-filipińskie ćwiczenia wojskowe, znane pod kryptonimem „Balikatan” .
7 grudnia 1991 roku w miejscu byłego obozu jenieckiego utworzono Capas National Shrine – miejsce pamięci poświęcone filipińskim i amerykańskim żołnierzom, którzy walczyli w obronie Filipin, a później cierpieli i ginęli w japońskiej niewoli. Ma ono powierzchnię 54 hektarów. Na terenie miejsca pamięci zasadzono 31 tys. drzew, które upamiętniają ofiary obozu.